# Celso Valli
Celso Valli (Bologna, 14 maggio 1950 – Bologna, 27 luglio 2025) è stato un compositore, arrangiatore e produttore discografico italiano.
Celebre nella sua attività di arrangiatore musicale per aver lavorato a importanti progetti musicali, tra quali l'album La vita è adesso di Claudio Baglioni del 1985.

## Biografia

### Primi anni
Valli si iscrive all'età di quindici anni al Conservatorio Giovanni Battista Martini di Bologna, allievo di Ettore Ballotta. In questo contesto è cofondatore di una big band jazz con cui partecipa a festival jazz italiani.
Muove i suoi primi passi come tastierista del gruppo musicale rock progressivo Ping Pong, con cui incide due album, ottenendo un discreto successo con la canzone Caro Giuda, scritta da Roberto Vecchioni; passa poi ai Bulldog, incidendo altri tre album; inoltre pubblica un 45 giri da solista dal titolo Pasta e fagioli. In quegli anni si sposa con Anna Dalla, intraprendendo successivamente l'attività discografica in veste di arrangiatore e produttore discografico.
Diviene uno degli esponenti della italo disco, dando vita a vari progetti: Azoto (San Salvador), Tantra (Hills of Katmandu), di cui è autore e produttore, Passengers (He's Speedy Gonzales), Nuggets (New York).
L'attività si allarga alla musica pop: dopo alcune collaborazioni con Drupi (Provincia), Bruno Tavernese (Marea), Gianni Bella (Dolce uragano) e Mango (Arlecchino), nel 1978 produce Ricominciamo che rilancia Adriano Pappalardo dopo anni di silenzio artistico.
In quel periodo viene contattato da Mina con cui realizza tre album nel corso del decennio successivo; la prima collaborazione è per la canzone Anche un uomo, sigla nel 1979 della riedizione del quiz Lascia o raddoppia?. Sempre per Mina è autore del singolo Musica d'Argentina.

### Gli anni ottanta
Gli anni ottanta segnano lo sviluppo della sua carriera: i singoli Canzoni stonate di Gianni Morandi (1980), Nell'aria di Marcella Bella (1983), Self control di Raf (1984), Ti sento dei Matia Bazar (1985), 051/222525 di Fabio Concato (1989), Quello che le donne non dicono di Fiorella Mannoia (1987) e gli album Canzoni di Mogol Battisti del Coro degli Angeli (1982), Nove di Ivan Graziani (1984) e Salamandra di Miguel Bosé (1986) sono alcuni dei lavori realizzati nel decennio.
Con Mina lavora agli album Italiana (1982), 25 (1983) e Catene (1984) ed è autore di alcuni brani: Musica d'Argentina, Ballando ballando e Perfetto non so.
Inizia anche la collaborazione con Claudio Baglioni, con il disco La vita è adesso (1985) uno degli album più venduti nella storia della discografia italiana, dopodiché i due lavorano al successivo Oltre, del 1990; entrambi i progetti vengono realizzati in studi di registrazione inglesi fra cui i Real World di Peter Gabriel.
Per lungo tempo da allora Valli svolgerà la sua attività fra Stati Uniti, Inghilterra ed Italia, collaborando fra gli altri, con i batteristi Vinnie Colaiuta, Manu Katché e Greg Bissonette, i bassisti Tony Levin, Pino Palladino e Randy Jackson, i chitarristi Phil Palmer, Michael Landau e Paco de Lucía e il musicista Hans Zimmer.
In quegli anni incontra Eros Ramazzotti con cui inizia, dopo la vittoria al Festival di Sanremo 1984 con Terra promessa, una collaborazione duratura per brani, quali Adesso tu, Una storia importante, Musica è, Se bastasse una canzone, Cose della vita, Più bella cosa, Un'emozione per sempre.
Sul finire del decennio lavora con Vasco Rossi collaborando a Guarda dove vai, unico brano inedito nell'album Fronte del palco (1990), e poi con Senza parole, Sally e Marea dall'album Nessun pericolo... per te. Nel 1998 cura la realizzazione di Canzoni per me.
Collabora anche con i Ladri di Biciclette, di cui Celso produrrà gli album Ladri di biciclette e Figli di un do minore e il singolo Sotto questo sole, interpretato insieme a Francesco Baccini e vincitore del Festivalbar 1990.
Gli anni ottanta segnano anche il ritorno del musicista alla musica dance; è così produttore per diversi artisti della scuderia Claudio Cecchetto: Sandy Marton, Taffy, Tipinifini.
In quegli anni realizza alcune colonne sonore per fiction televisive: Il cugino americano di Giacomo Battiato e Ti presento un'amica di Francesco Massaro, con Michele Placido.
Si occupa inoltre dell'arrangiamento del brano Dimmi Dimmi contenuto nella colonna sonora del film Il padrino - Parte III di Francis Ford Coppola.

### Gli anni novanta
Per tutti gli anni novanta continua a lavorare con Eros Ramazzotti; incontra poi Andrea Bocelli, con cui inizia una lunga collaborazione a partire dal Festival di Sanremo 1994, vinto nella sezione Nuove Proposte dal tenore con Il mare calmo della sera.
Durante questo decennio partecipa a molte edizioni del Festival, collaborando con Giorgia in Come saprei (1995), Gloria Bonaveri in Le voci di dentro (1995), vincitrici nelle rispettive categorie del premio della Critica "Mia Martini", Enzo Jannacci in Guarda la fotografia (1991), Irene Grandi in La tua ragazza sempre (2000), Patty Pravo in ...e dimmi che non vuoi morire (1997) e Gerardina Trovato in Non è un film (1994), con quest'ultima scrive il brano Dare to Live (vivere), duetto in seguito ripreso da Andrea Bocelli e Laura Pausini.
Incontra nuovamente Vasco Rossi collaborando con lui per il singolo Senza parole, Sally e Marea dall'album Nessun pericolo... per te e nel 1998 per la realizzazione di Canzoni per me. In questi anni collabora con Nino Buonocore per la realizzazione dell'album La naturale incertezza del vivere (1992), che conteneva Il mandorlo. Poi nuovamente con Mango nei brani Mediterraneo dall'album Come l'acqua (1992) e Amore per te. Sempre in questi anni, compone alcune musiche per spot televisivi quali Nescafé e Postalmarket.

### Anni 2000
Inizia la collaborazione con Laura Pausini con gli album Tra te e il mare (2000), Resta in ascolto (2004), Io canto (2006) e Primavera in anticipo (2008). Contemporaneamente scopre l'autore Daniel Vuletic che firma alcuni brani della stessa Pausini, di Andrea Bocelli, Nek, Luciano Pavarotti, Mina, Gianni Morandi e Adriano Celentano.
Altri artisti con cui lavora in questo periodo sono lo spagnolo Joan Manuel Serrat per l'album Ombre Cinesi (2000) e l'argentina Lola Ponce, vincitrice del Festival di Sanremo del 2008 con il brano Colpo di fulmine, insieme a Giò Di Tonno. Prosegue intanto la collaborazione con Vasco Rossi, producendo numerosi brani tra cui: Un senso, Buoni o cattivi, Il mondo che vorrei. Affianca Guido Elmi nella realizzazione di pezzi come Siamo soli e ultimo in ordine di tempo la cover dei Radiohead Ad ogni costo.
In questi anni Celso lavora con Renato Zero La curva dell'angelo, con Gianni Morandi L'amore ci cambia la vita, A chi si ama veramente, con Adriano Celentano e Ornella Vanoni, per cui negli anni novanta aveva già prodotto i singoli Insieme a te (1990) e Stella nascente (1993) e per cui produce il disco Più di me, nel quale l'interprete duetta con Eros Ramazzotti, Carmen Consoli, Giusy Ferreri, Mina.
La collaborazione con Adriano Celentano prosegue, oltre agli album C'è sempre un motivo e Dormi amore, la situazione non è buona, nella trasmissione televisiva Rockpolitik. Ulteriore esperienza televisiva sarà poi quella al fianco di Gianni Morandi nella trasmissione televisiva Non facciamoci prendere dal panico, del 2006.
Sempre in questi anni lavora con Jovanotti: nell'album Buon sangue, con i brani Mi fido di te e Una storia d'amore, e nell'album Safari con A te e Musica.
Fonda la CelsoValliEnsembleOrchestra, che userà nei successivi progetti, a partire da Orchestraevoce di Francesco Renga.

### Anni 2010
Produce alcuni brani dell'album Inaspettata di Biagio Antonacci, da cui è tratto il singolo omonimo in duetto con Leona Lewis. Produce alcuni pezzi dell'album una canzone pop di Pierdavide Carone.
Nel 2011 è il produttore e l'arrangiatore di Vuoto a perdere, singolo di Noemi scritto da Vasco Rossi e Gaetano Curreri inserito anche come colonna sonora nel film Femmine contro maschi di Fausto Brizzi. Sempre nel 2011 lavora con Alessandra Amoroso per il singolo È vero che vuoi restare e Ti aspetto, mentre nel 2012 per il singolo Ciao. Nello stesso anno esce l'album Sarò libera di Emma, nel quale Valli produce Non sono solo te, Maledetto quel giorno, Da quando mi hai lasciato tu e Cercavo amore, quest'ultimo è stato la colonna sonora anche di un famoso spot televisivo.
Nel 2012 cura una nuova orchestrazione di tredici canzoni di Vasco Rossi, pubblicate nell'album L'altra metà del cielo e utilizzate come base registrata per il balletto omonimo andato in scena al Teatro alla Scala di Milano nell'aprile dello stesso anno.
Un suo brano scritto con Paolo Zavallone Amada mia, amore mio/Una rosa, per El Pasador, viene scelto come tema principale della colonna sonora del film To Rome with Love di Woody Allen.
Nel 2013 produce 5 brani dell'album Amo - Capitolo I di Renato Zero. Continua inoltre la collaborazione con Maria De Filippi e il suo Amici. In questa edizione con Ylenia Morganti con il singolo Sempre così, Emanuele Corvaglia con Non importa dove, Angela Semerano con Quella parola e Greta con Solo rumore, classificatosi secondo ad Amici 2013. Nel 2014 produce ed arrangia l'album Se amore è di Sal da Vinci. Produce ed arrangia i brani, Guai e Quante volte, dell'album Sono innocente di Vasco Rossi.
Nel 2015 produce e arrangia l'EP Sanremo grande amore de Il Volo, contenente il singolo Grande amore, vincitore del Festival di Sanremo 2015; la collaborazione con il gruppo prosegue con la produzione del loro quarto album in studio L'amore si muove. Nel settembre del 2015 esce Il decalogo di Vasco, film documentario di Fabio Masi, con Vasco Rossi, documentario presentato al Festival del Cinema di Venezia la cui colonna sonora è tratta dall'album L'altra metà del cielo, composta anche da Valli.
Nel 2016 produce ed arrangia l'album di Noemi Cuore d'artista, che contiene il brano La borsa di una donna, presentato dalla cantante al Festival di Sanremo 2016. Per Vasco Rossi, nella raccolta VascoNonStop, produce ed arrangia tre dei 4 brani inediti, Un mondo migliore, Più in alto che c'è e Come nelle favole. Sempre nel 2016 lavora al disco di Mina e Celentano, Le migliori.
Nel 2018 produce e arrangia alcuni brani dell'album Vita ce n'è di Eros Ramazzotti; nello stesso anno viene pubblicato in tutto il mondo l'album Friends & Legends Duets di Filippa Giordano di cui Valli cura la produzione e gli arrangiamenti. L'anno dopo si occupa della produzione e arrangiamenti di Solo di Alberto Urso (nel singolo Indispensabile), La verità e Se ti potessi dire di Vasco Rossi e Tu sei l'amore di cui hai bisogno degli Stadio.

### Anni 2020
Nel 2020 viene pubblicato l'album di Claudio Baglioni In questa storia che è la mia, di cui Valli produce e arrangia diversi brani. Nello stesso anno produce e arrangia per Irene Grandi Devi volerti bene e Finalmente io (scritta da Vasco Rossi e Roberto Casini) partecipando alla settantesima edizione del Festival di Sanremo con Finalmente io; torna a collaborare con Alberto Urso per Il sole ad est, tratto dall'album Alberto Urso.
Nel 2021 produce e arrangia diversi brani dell'album Siamo qui di Vasco Rossi, mentre l'anno dopo cura Voglio amarti di Iva Zanicchi, presentato al Festival di Sanremo. Nel mese di settembre ha pubblicato il suo primo album solista Sette canzoni al piano.
È morto il 27 luglio 2025, all’età di 75 anni, all'ospedale Maggiore di Bologna. Dopo tre giorni si sono svolti i funerali, nella chiesa bolognese di San Valentino, alla presenza di numerosi artisti.

## Vita privata
Fu sposato con Anna Dalla, della quale rimase vedovo pochi mesi prima di morire anche lui. La coppia ebbe un figlio, Paolo.

## Discografia
- 2022 – Sette canzoni al piano

## Direzioni d'orchestra al Festival di Sanremo
| Anno | Artista                            | Brano                                                                     |
| ---- | ---------------------------------- | ------------------------------------------------------------------------- |
| 1991 | Giovanni Nuti                      | Non è poesia                                                              |
| 1991 | Ladri di Biciclette                | Sbatti ben su del bepop                                                   |
| 1991 | Enzo Jannacci                      | La fotografia                                                             |
| 1994 | Andrea Bocelli                     | Il mare calmo della sera                                                  |
| 1994 | Gerardina Trovato                  | Non è un film                                                             |
| 1995 | Giorgia                            | Come saprei                                                               |
| 1995 | Gloria Bonaveri                    | Le voci di dentro                                                         |
| 1997 | Patty Pravo                        | ...e dimmi che non vuoi morire                                            |
| 1997 | Alessandro Errico                  | E penserò al tuo viso                                                     |
| 1997 | Diego Torres                       | Luna nueva                                                                |
| 1999 | Enzo Gragnaniello e Ornella Vanoni | Alberi                                                                    |
| 1999 | Filippa Giordano                   | Un giorno in più                                                          |
| 1999 | Stadio                             | Lo zaino                                                                  |
| 2000 | Gianni Morandi                     | Innamorato                                                                |
| 2000 | Irene Grandi                       | La tua ragazza sempre                                                     |
| 2001 | Laura Pausini                      | Tra te e il mare/Il mio sbaglio più grande                                |
| 2005 | Vasco Rossi                        | Un senso                                                                  |
| 2006 | Laura Pausini                      | La solitudine/Strani amori/Come se non fosse stato mai amore              |
| 2006 | Eros Ramazzotti                    | Terra promessa/Una storia importante/Adesso tu                            |
| 2006 | Eros Ramazzotti e Laura Pausini    | Nel blu dipinto di blu                                                    |
| 2007 | Tiziano Ferro                      | Ed ero contentissimo/Non me lo so spiegare/Sere nere/Ti scatterò una foto |
| 2007 | Elisa                              | Eppure sentire                                                            |
| 2020 | Irene Grandi                       | Finalmente io                                                             |
| 2020 | Enrico Nigiotti                    | Baciami adesso                                                            |
| 2020 | Alberto Urso                       | Il sole ad est                                                            |
| 2023 | Ultimo ed Eros Ramazzotti          | Adesso tu/Un'emozione per sempre/Più bella cosa                           |

## Premi
- Nel corso della propria attività ha ottenuto dischi d'oro e dischi di platino, e il Latin Grammy Award per il disco Primavera Anticipada di Laura Pausini.

- Nel 2006 è stato premiato con il Leone d'oro alla carriera.

- Nel 2011 riceve il disco di diamante con Vasco Rossi per l'album Vivere o niente.

## Televisione
- Rockpolitik, con Adriano Celentano (Rai Uno, 2005)
- Non facciamoci prendere dal panico, con Gianni Morandi (Rai Uno, 2006)
- Sardegna ChiAma, con Paolo Fresu (Rai 3, 2013)
- Il volo Pompei, con Il Volo (PBS, 2015)
- Adrian, con Adriano Celentano (Canale 5, 2019)
- Amici – selezione ed organizzazione Orchestra Giovani Musicisti (Canale 5, 2019)